# Teodora Paleóloga
Teodora Paleóloga (en búlgaro: Теодора Палеологина, griego. Θεοδώρα Παλαιολογίνα, fl. 1308-1330) fue una princesa bizantina que se convirtió en emperatriz de Bulgaria como esposa del emperador Teodoro Svetoslav desde 1308 hasta su muerte en 1321, y Miguel Shishman desde 1324 hasta su caída en la batalla de Velbazhd el 28 de julio de 1330.

## Familia
Teodora fue la hija del emperador bizantino Miguel IX Paleólogo, hijo y corregente de Andrónico II Paleólogo, y Rita de Armenia que fue la hija de León II del Reino armenio de Cilicia. Ella fue la hermana del emperador bizantino Andrónico III Paleólogo.

## Matrimonio con Teodoro Svetoslav
Teodoro Svetoslav pidió casarse con Teodora Paleóloga a finales de 1307 con el fin de terminar su guerra contra el Imperio bizantino que se inició cuando se convirtió en emperador en 1300. Andrónico II aceptó y abandonó las reclamaciones de los pueblos del sur del Mar Negro como Mesembria y Anquialo que permanecieron dentro de las fronteras de Bulgaria. El matrimonio fue contraído probablemente en la primavera de 1308. Después de la muerte de Teodoro Svetoslav, Teodora permaneció en Tarnovo. Parece ser que Teodora tenía buenas relaciones con su hijastro y nuevo emperador Jorge Terter II, que fue hijo de su predecesora, Eufrósine. Teodora se quedó en la capital después de la temprana muerte de Jorge II e inicio del gobierno del déspota de Vidin, Miguel Shishman.

## Matrimonio con Miguel Shishman
Después de una exitosa guerra con los bizantinos en 1324, el nuevo emperador se divorció de su primera esposa Ana Neda de Serbia y se casó con Teodora. Con este movimiento legítimo su autoridad e hizo un acercamiento con Andrónico III. En mayo de 1327 fue renovada la alianza y los contemporáneos señalaron que las negociaciones se asemejaban más a una reunión familiar en lugar de ser negociaciones reales diplomáticas ya que Andrónico y su madre María le preguntaron a Miguel Shishman si traía a Teodora. La estrecha relación, sin embargo, fue también una excusa para el emperador búlgaro invadir Bizancio en 1328. Después de la muerte Miguel Shishman en la batalla de Velbazhd fue imposible para Teodora permanecer en Tarnovo, porque después de la batalla Ana Neda y su hijo y nuevo emperador, Iván Esteban, regresaron de su exilio.

## Años finales en Constantinopla
Después de vivir en el país durante casi un cuarto de siglo y ser emperatriz dos veces, Teodora dejó Bulgaria en el otoño de 1330 y se trasladó a Constantinopla. Teodora era muy cercana con la madre de Juan VI Cantacuceno. Lo más probable es que viviera con su madre que era una monja en ese momento y después de su muerte, Teodora se convirtió en monja bajo el nombre monástico de Teodosia. Se sabe que tuvo hijos con Miguel Shishman y probablemente con Teodoro Svetoslav, pero sus nombres y número son desconocidos.